# کرشین (ناحیه پریبرام)
کرشین (به چکی: Křešín) یک منطقهٔ مسکونی در جمهوری چک است که در ناحیه پریبرام واقع شده‌است.